# مدرسه احمدیه (حلب)
مدرسه احمدیه (انگلیسی: Al-Ahmadiyah Madrasa) مدرسه تاریخی در حلب، سوریه است.